# Podabacia kunzmanni
Espèce
Statut CITES
Podabacia kunzmanni est une espèce de coraux appartenant à la famille des Fungiidae.